# Laughter in the Dark
Laughter in the Dark (francès: La Chambre obscure) és una pel·lícula dramàtica francobritànica de 1969 dirigida per Tony Richardson i protagonitzada per Nicol Williamson i Anna Karina. Està basada en la novel·la Kàmera Obskura de Vladimir Nabokov. Nicol Williamson va substituir finalment Richard Burton, qui ja havia rodat nombroses escenes. El director, Tony Richardson va trobar intolerable la manca de puntualitat de Burton.
Per a la pel·lícula, l'escenari de la història es va canviar del Berlín dels anys trenta fins al swinging London dels anys seixanta. La pel·lícula va obtenir crítiques respectables, però per raons que no estan clares, es va eliminar posteriorment de la distribució. La pel·lícula només s'ha mostrat dues vegades a la televisió britànica (el 1974 i el 1981 a la BBC2), i no s'ha estrenat en cap format de vídeo casolà. Laszlo Papas va comptar amb la direcció d'un remake de la pel·lícula de 1986 que hauria protagonitzat Mick Jagger com Axel Rex i Rebecca De Mornay com a jove seductora; De Mornay va ser substituïda per Maryam d'Abo després de desavinences amb el director, però finalment el projecte no va arribar enlloc i la pel·lícula mai es va fer.

## Sinopsi
El comerciant d'art Sir Edward More, veu perillar la seva tranquil·la existència amb la seva família a Londres quan s'enamora de la jove Margot. Hervé, el promès de Margot, queda al marge de la relació i fa un pla per enriquir-se.

## Repartiment
- Nicol Williamson - Sir Edward More
- Anna Karina - Margot
- Jean-Claude Drouot - Herve Tourace
- Peter Bowles - Paul
- Siân Phillips - Lady Elizabeth More
- Sebastian Breaks - Brian
- Kate O'Toole - Amelia More
- Edward Gardner - Conductor
- Sheila Burrell - Miss Porly
- Willoughby Goddard - Coronel
- Basil Dignam - Dealer
- Philippa Urquhart - Philippa

## Premis
Nicol Williamson va rebre la Conquilla de Plata al millor actor al Festival Internacional de Cinema de Sant Sebastià 1969.